# Anderson (Dakota del Sur)
Anderson es un lugar designado por el censo ubicado en el condado de Minnehaha en el estado estadounidense de Dakota del Sur. En el Censo de 2010 tenía una población de 371 habitantes y una densidad poblacional de 145,13 personas por km².

## Geografía
Anderson se encuentra ubicado en las coordenadas 43°31′20″N 96°37′0″O / 43.52222, -96.61667. Según la Oficina del Censo de los Estados Unidos, Anderson tiene una superficie total de 2.56 km², de la cual 2.54 km² corresponden a tierra firme y (0.71%) 0.02 km² es agua.

## Demografía
Según el censo de 2010, había 371 personas residiendo en Anderson. La densidad de población era de 145,13 hab./km². De los 371 habitantes, Anderson estaba compuesto por el 98.65% blancos, el 0% eran afroamericanos, el 0% eran amerindios, el 0.81% eran asiáticos, el 0% eran isleños del Pacífico, el 0% eran de otras razas y el 0.54% pertenecían a dos o más razas. Del total de la población el 0.54% eran hispanos o latinos de cualquier raza.